# Hans Korte (militare)
Hans Korte (Dannenberg, 16 dicembre 1899 – Utting, 8 aprile 1990) è stato un militare tedesco durante la seconda guerra mondiale.
Venne insignito della croce di cavaliere dell'Ordine della Croce di Ferro.
Catturato dagli inglesi nel maggio 1945, venne rilasciato nell'ottobre del 1947.